# جان کلمن (بازیکن فوتبال، زاده ۱۹۴۶)
جان کلمن (انگلیسی: John Coleman؛ زادهٔ ۳ مارس ۱۹۴۶) بازیکن فوتبال اهل بریتانیا است.
از باشگاه‌هایی که در آن بازی کرده‌است می‌توان به باشگاه فوتبال ناتینگهام فارست، باشگاه فوتبال منزفیلد تاون، باشگاه فوتبال ایلکستون، و باشگاه فوتبال یورک سیتی اشاره کرد.